# بلدة كلارندون (ميشيغان)
كلارندون (بالإنجليزية: Clarendon Township, Michigan)‏ هي بلدة تقع بولاية ميشيغان في الولايات المتحدة. تأسست عام March 6, 1838، تبلغ مساحتها 92.5 (كم²)، وترتفع عن سطح البحر 296 م، بلغ عدد سكانها 1114 نسمة في عام تعداد الولايات المتحدة 2000 حسب إحصاء مكتب تعداد الولايات المتحدة وتصل الكثافة السكانية فيها 12.1 نسمة/كم2.

## وصلات خارجية
- The US50 - Cities and Towns in Michigan State
- Michigan Cities and Towns, Facts, Map, Flag, Colleges, Government, and More